# دیگو کاستانیو
دیگو کاستانیو (انگلیسی: Diego Castaño؛ زادهٔ ۸ ژوئن ۱۹۷۹) بازیکن فوتبال اهل آرژانتین است.
از باشگاه‌هایی که در آن بازی کرده‌است می‌توان به باشگاه فوتبال اتلتیکو تیگره اشاره کرد.